# Різдвяна історія (фільм, 2007)
«Різдвяна історія» (фін. Joulutarina) — фінський художній фільм 2007 року режисера Юха Вуолійокі. У головних ролях знялися Ханну-Пекка Бьоркман, Карі Ваанен, Мінна Хаапкюля. Сюжет кінофільму розповідає про походження Святого Миколая — Санта Клауса.
У Фінляндії фільм вперше представили широкому загалові 16 листопада 2007 року.

## Сюжет
Багато років тому в маленькому містечку в Лапландії мешкав хлопчик Ніколас. Якось перед Різдвом його батьки змушені були вночі відвозити молодшу сестричку Ніколаса Ааду до лікаря. Хлопець мав час, аби закінчити виготовлення подарунку для Аади - придумав вистругати для неї з дерева іграшку. Та його батьки й Аада загинули, потонувши в ополонці.
Містечко було бідним, тому жодна родина не могла взяти Ніколаса на постійне виховання. Тесля Іісаккі, якого боялися всі діти, радив мешканцям втопити хлопця, аби прибрати зайвого рота. Та мешканці домовилися, що Ніколас житиме в кожній з шести родин містечка по року і на Різдво переходитиме до іншої родини.
Хлопчик потоваришував із Еемелі, в родині якого жив перший рік після загибелі батьків. Кожного Різдва Ніколас робив подарунки для всіх дітей, батьки яких давали йому прихисток. 
Та одного року непогода знищила врожай містечка, а з ріки зникла вся риба, тому жодна з родин не могла прогодувати Ніколаса. Тесля Іісаккі, що помітив, які гарні іграшки Ніколас виготовляє власноруч, погодився взяти його на рік до себе.
Спочатку Іісаккі ставився суворо до хлопця, не вельми приязно навчав його праці. Поступово Ніколас став помічником теслі, а вночі виготовляв іграшки на Різдво. Однієї ночі Іісаккі помітив це, та не розсердився на хлопця, а допоміг йому відремонтувати іграшку й розвіз подарунки разом із ним вночі - щоб день лишився для праці. Останню іграшку Ніколас опустив до ополонки, в якій загинула його молодша сестричка. Тоді Іісаккі розповів йому, що мав дружину й двох синів - Германні та Генріха, та коли їхня матір померла, вони залишили батька. Іісаккі віддав Ніколасові ножа, який належав його померлому батькові й запропонував залишитися в його будинку назавжди.
Минуло кілька десятків років, Ніколас виріс, а Іісаккі постарів. У Еемелі народилася донька, яку назвали Аадою. Іісаккі знайшов своїх синів і вони згодилися доглядати за старим батьком останні роки його життя. На прощання тесля сказав Ніколасові, що любить його як рідного сина й що сподівається, що Ніколас стане не таким скупим, яким був Іісаккі. Із цими словами старий дав Ніколасові ключ від своєї скрині. Там виявилося безліч дорогоцінних речей і грошей. На ці коштовності Ніколас зміг не працювати, а цілий рік виготовляти для дітей іграшки. Він вважав, що раніше був егоїстом, оскільки дарував подарунки тільки тим дітям, в родині яких він мешкав. Тепер же, коли містечко розрослося, він попросив Еемелі надати йому повний список усіх дітей. Оскільки кінь не зміг би витримати такого навантаження, Ніколас приручив оленів, які стали йому допомагати. Власниця оленів порадила придбати чоловікові червоний одяг, оскільки цей колір олені краще сприймають.
Малечу містечка дуже здивувало те, що вони зранку знайшли на своєму подвір'ї подарунки. Вони гадали, що це робили ельфи або гноми. Тільки донька Еемелі, Аада, здогадувалася, що це Ніколас-відлюдник дарує їм іграшки. Одного Різдва вона вирішила це перевірити й пішла в заметіль до будинку Ніколаса. Чоловік у цей же час виїхав дарувати чергові подарунки, та по дорозі зустрів Еемелі, що шукав дівча. Ніколас направив оленів додому, а сам рушив на пошуки, які виявилися марними. Вранці засмучений Ніколас повернувся додому, та на своєму ліжку побачив Ааду, яку врятували олені. Відтоді Ніколас і Аада потоваришували. Дівчина зустрічала Ніколаса кожного Різдва після того, як він розвозив іграшки.
Все залишалося незмінним, поки одного року не помер Еемелі. Аада прохала Ніколаса подумати про себе, адже й він не був молодим. Ніколас погодився. Він останній раз розвіз подарунки дітям, а для своєї загиблої сестрички залишив скриньку з годинником батька. 
Наступного ранку Аада побачила сани з оленями, але без Ніколаса. Так вона дізналася, що більше ніколи не побачить Ніколаса. 
Наступного Різдва її чоловік власноруч зробив подарунки їхньому синові, адже Ніколас не хотів, щоб ця традиція зупинилася з його смертю. Так само чинили й решта батьків. Коли Аада з власною родиною вирушила до ополонки, аби привітати зі святом загиблу сестру Ніколаса, вони побачили його в небі на санчатах із оленями.

## У головних ролях
- Ханну-Пекка Бьоркман - Ніколас;

Аада й Ніколас (кадр із к/ф)

- Отто Густаввсон - Ніколас у дитинстві;
- Карі Ваанен - Іісаккі, тесля;
- Мікко Коукі - Еемелі;
- Лаура Бірн - Аада;
- Валле Віртанен - Генрік;
- Матті Раслінаєн - Германні